# Валявица
Валявицата или валавица, също бара, понякога синонимно тепавица, е традиционно съоръжение за пране и завалване на одеяла, черги, китеници и други текстилни изделия.
За пране служи силата на течащата отвисоко студена вода и не се ползват перилни препарати (детергенти), с което се запазват цветовете на тъканите. При валянето (от 5 до 10 часа) тъканите омекват и получават мъхеста повърхност. От 1930-те години се ползват и за пране (20 – 30 минути) на постелки и завивки.
Представлява дървено корито (бара) във формата на обърнат пресечен конус с преливници в горния край (вместимост над 3000 литра), в който мощна струя вода се влива странично под определен ъгъл. Струята се прехваща от бързотечащи планиннски чисти реки чрез дървени канали, наречени ръкави или отводи, водещи до валявицата. Точно преди да достигне до коритото, водата преминава през съсредоточители (ускорители), които завъртат интензивно водата в барата и съответно обработваните изделия. Появилите се в резултат възходящи, низходящи и центробежни сили при пускането на водата развъртат тъканите в конуса, които извършват сложни движения нагоре и надолу. Прахоляците се отмиват с водата през преливниците.
В днешно време също се срещат работещи валявици (тепавици). Макар и традиционна, конструкцията на устройството се развива. Тъй като дървеното корито може да изпуска трески във водата, което крие риск за закачане, повреждане и втъкване във вълната, то може да се замести с керамично корито. Има вече и усъвършенствани тепавици в градовете, ползващи водни помпи (с изпомпвана от сондажи вода) вместо речна вода. Заради мръсните тъкани се налага прилагане на силни детергенти според тъканите, чиито отпадъци се изливат в селищни канализации, докато в планините винаги е забранено да се изпускат замърсители в реките.